# Freda Meissner-Blau
Freda Meissner-Blau (ur. 11 marca 1927 w Dreźnie, zm. 22 grudnia 2015 w Wiedniu) – austriacka działaczka polityczna i ekologiczna, posłanka do Rady Narodowej, kandydatka w wyborach prezydenckich.

## Życiorys
Dzieciństwo spędziła w Libercu, Linzu i Wiedniu. Jej ojciec zajmował się dziennikarstwem, był przeciwnikiem reżimu nazistowskiego; w obawie przed represjami rodzina w 1939 wyemigrowała do Anglii. Po rozwodzie rodziców wraz z matką powróciła do Liberca. W 1945, uciekając przed Armią Czerwoną, udała się do Drezna, gdzie stała się świadkiem bombardowania tego miasta. Przedostała się do amerykańskiej strefy okupacyjnej, w 1947 powróciła do Drezna. Kształciła się w zakresie dziennikarstwa, pracowała dla amerykańskich sił okupacyjnych. Później mieszkała u ojca w Anglii, gdzie szkoliła się w zawodzie pielęgniarki. Następnie przez kilka semestrów studiowała medycynę we Frankfurcie nad Menem.
W 1953 zawarła związek małżeński z Georgesem de Pawloff (zakończony rozwodem), z którym mieszkała w Kongu Belgijskim i w Paryżu. Zajmowała się dziennikarstwem jako wolny strzelec oraz tłumaczeniami dla francuskich przedsiębiorstw, współpracowała również z UNESCO. W latach 1962–1968 pełniła funkcję sekretarza generalnego wiedeńskiego instytutu badań ekonomicznych Institut für Höhere Studien und wissenschaftliche Forschung. Pod koniec lat 60. ponownie osiedliła się w Paryżu; w 1970 jej drugim mężem został dziennikarz i dyplomata Paul Blau, z którym w 1972 powróciła do Wiednia. W drugiej połowie lat 70. zajmowała się zawodowo edukacją w dziale szkoleń koncernu chemicznego Österreichische Mineralöl-Verarbeitungsgesellschaft.
Zaangażowała się w politykę w ramach Socjalistycznej Partii Austrii. Stała się jedną z głównych osób ruchu antynuklearnego w Austrii, a także jedną z pierwszych osób krajowego środowiska zielonych. Zrezygnowała później z członkostwa w SPÖ. W 1986 była kandydatką w wyborach prezydenckich. W pierwszej turze głosowania dostała 5,5% głosów, zajmując 3. miejsce wśród 4 kandydatów. W tym samym roku uzyskała mandat posłanki do Rady Narodowej, kandydując z listy Zielonej Alternatywy (sygnowanej dodatkowo jej nazwiskiem). W niższej izbie parlamentu zasiadała do 1988, kierując frakcją deputowanych swojego ugrupowania.
Wycofała się następnie z aktywności politycznej, pracowała później dla instytucji międzynarodowych. Kontynuowała działania na rzecz ochrony środowiska, zajmowała się też publicystyką. W 1999 przeszła przeszczepienie serca. W 2014 opublikowała swoją biografię pt. Die Frage bleibt. 88 Lern- und Wanderjahre. Im Gespräch mit Gert Dressel.
Laureatka nagród Konrad-Lorenz-Preis (1991), Nuclear-Free Future Award (2007) oraz Käthe-Leichter-Preis (2014).